# فیبی نیکولز
فیبی نیکولز (انگلیسی: Phoebe Nicholls؛ زادهٔ ۷ آوریل ۱۹۵۷) بازیگر تئاتر، سینما و تلویزیون اهل بریتانیا است. وی دانش‌آموختۀ مدرسه مرکزی سلطنتی گفتار و نمایش است. Nicholls married director Charles Sturridge on 6 July 1985;

## گزیدهٔ آثار

### سینما
- هاوکینگ (۲۰۰۴)
- آزمون سخت برای اثبات بی‌گناهی (۱۹۸۳)
- مبلغ مذهبی (۱۹۸۲)
- مرد فیل‌نما (۱۹۸۰)
- زنان عاشق (۱۹۶۹)
- خانه وحشت دکتر ترور (۱۹۶۵)

### تلویزیون
- دانتون ابی (۲۰۱۲)